# Enicospilus masneri
Enicospilus masneri är en stekelart som beskrevs av Ian D. Gauld 1988. Enicospilus masneri ingår i släktet Enicospilus och familjen brokparasitsteklar. Inga underarter finns listade i Catalogue of Life.